# Plaža Clifton, Karači
Plaža Clifton, znana tudi kot Sea View (Pogled na morje), je plaža v Karačiju, Sind, Pakistan in je ob Arabskem morju. Razteza se od Karačija do Ormare (Beludžistan). Plaža je v Pakistanu zelo priljubljena. Za širšo javnost je odprta 24 ur na dan.
Karači je najvidnejše obalno mesto Pakistana in ljubitelji plaže imajo tukaj veliko priložnosti za obisk. Plaža Clifton naj bi nudila najboljše možnosti za prosti čas in rekreacijo za iskalce zabave in ljubitelje plaže.
V zadnjem času je območje, ki obdaja plažo, doživelo množično komercialno dejavnost, saj je v enem najbolj iskanih krajev v Karačiju. Plaža je zdaj dom številnih lokalnih prostočasnih dejavnosti, vključno z jahanjem kamel, vožnjami z vprežnimi vozički, jahanjem konjev, letenjem s plastičnimi letali med drugim. Apartmaji Seaview nasproti plaže so ograjeno stanovanjsko območje, ki je ocenjeno med najboljšimi nepremičninami v mestu. Priljubljeni postajajo tudi drugi apartmaji in vile, ki jih je mogoče videti ob obali plaže Clifton.

## Restavracije in zabava
Prej je imela plaža Clifton le nekaj majhnih trgovin, znanih kot Corniche Points, kjer so lahko obiskovalci kupili stvari, kot so mineralna voda, čaj in druga živila.
Zdaj plaža Clifton ponuja različne restavracije, vključno z McDonald'som, in je polna številnih prodajalcev, ki zabavajo obiskovalce. Restavracija Do Darya je dlje od glavne plaže, vendar je še vedno ena najbolj vročih restavracij v Karačiju. Mesta, kot je Chunky Monkey, so se odprla tudi za družine, da uživajo v vožnjah po razumnih cenah. Načrtuje se obsežna nadaljnja revitalizacija.
Plaža Clifton ponuja družinsko zabavo, vključno z jahanjem kamel, jahanjem konjev in vožnjami z motornimi vozički za obiskovalce.

## Dogodki
Plaža Clifton je ena glavnih turističnih znamenitosti Karačija, zato meščani tukaj organizirajo najbolj opazna praznovanja. Največji dogodek v letu je vsako leto novoletno praznovanje na predvečer 31. decembra. Poleg tega ima pakistansko letalstvo zdaj redne predstave na plaži Clifton ob pomembnih državnih dogodkih. Te letalske predstave sestavljajo letala iz PAF, ki občinstvu prikazujejo akrobacije in letala. Plaža je tudi odlična lokacija za zasebne koncerte, glasbene festivale, praznovanja Holi in še veliko več.

## Poskusi polepšanja in dviga
Leta 2003 je bilo ugotovljeno, da zgodovinska mesta propadajo zaradi zanemarjanja vlade in pomanjkanja sanitarnih prostorov za turiste. Ogroženi spomeniki so vključevali pomol Lady Lloyd, paviljon Džehangirja Kotharija in njegov bungalov in koncertno tribuno Katrak. Leta 2005 je bil Clifton Beach Park odprt kot del prenove zgodovinske Kothari Parade in Bagh Ibn-i-Qasim. Lokalna oblast in civilna družba se je v zadnjem času trudila, da bi kraj spet naredila lep in turistom prijazen. Poskusi vključujejo postavitev tematskih smetnjakov v obliki velike ribe in čistilne akcije lokalnih članov civilne družbe. Bilo je tudi nekaj mestnih gozdov, kot je Clifton Urban Forest, posajenih za izboljšanje pogojev in lepote območja.
Plaža Clifton velja za najbolj priljubljeno plažo v Karačiju. Leta 2003 ga je prizadelo razlitje nafte. Razbitine in tovor dhova so povzročili razlitje nafte in onesnažili plažo; člane posadke ponesrečenega dhova je rešila pakistanska agencija za pomorsko varnost. Plaža je bila tri dni zaprta zaradi odstranitve bal sena in razbitin tovora v vodi.ref name="Oil Spill">»KARACHI: Sea View beach reopened«. Dawn (newspaper). DAWN. 26. junij 2004. Pridobljeno 24. marca 2021.</ref> Leta 2005 je bila plaža prenovljena in nadgrajena.

## Galerija
- Pogled na morje zvečer
- Pogled na plažo Clifton, Karači
- Čolni s pogledom na morje
- Gneča je tudi popoldne
- Pogled na restavracije v Do Darya Karači
- Pogled na restavracije v Do Darya
- Plaža Clifton je priljubljena zaradi jahanja kamel